# Familienbetriebe Land und Forst
Der Familienbetriebe Land und Forst e. V., ehemals Arbeitsgemeinschaft der Grundbesitzerverbände e. V., ist ein eingetragener Verein mit Sitz in Berlin. Oberstes Ziel des Vereins sind „der Schutz und die Verteidigung des Eigentums“ an land- und forstwirtschaftlichen Grundstücken und Betrieben.
Der Verband vertritt die Interessen seiner elf Landesverbände und zwei Arbeitsgemeinschaften auf Ebene der deutschen Bundespolitik.

## Geschichte
Die Arbeitsgemeinschaft der Grundbesitzerverbände e. V. entstand am 11. Mai 1959 durch die Errichtung der Vereinssatzung. Am 29. Juni 1960 erfolgte die erste Eintragung des Vereins beim Amtsgericht Bonn. Den Vorstand zum Beginn des Vereins bildeten Raban von der Malsburg und Joseph-Ernst Fugger von Glött. Im Jahr 2000 wurde der Sitz des Vereins nach Berlin verlegt.
Mit einem Beschluss der Mitgliederversammlung vom 2. Juni 2015 wurde der Verein mit Wirkung zum 11. Januar 2016 in Familienbetriebe Land und Forst e. V. umbenannt.

## Gliederung und Aufgaben
Der Verein ist gegliedert in elf (kombinierte) Landesverbände und zwei Spartenverbände, dem 
- Arbeitsgemeinschaft für Agrarfragen (Neue Bundesländer)
- Aktionsgemeinschaft Privates Denkmaleigentum (APD)[5]

Zu den Aufgaben gehören
- Vertretung der Interessen der Landesverbände und der Mitgliedsbetriebe auf Bundesebene, insbesondere in den Bereichen Steuerpolitik, Naturschutz, der Denkmalpolitik, des Eigentums, der Waldpolitik, des Bodenmarktes und der Energie- und Klimapolitik.
- Austausch und Abstimmung mit anderen Verbänden zwischen den Präsidenten mehrerer Verbände, namentlich

a) Deutscher Bauernverband
b) Arbeitsgemeinschaft Deutscher Waldbesitzerverbände
c) Deutscher Jagdverband
d) Bund Ökologische Lebensmittelwirtschaft
e) Deutsche Burgenvereinigung
Die Arbeitsgemeinschaft ist als Träger öffentlicher Belange anerkannt sowie Mitglied der Europäischen Bewegung Deutschland und der Europäischen Grundbesitzerverbände (European Landowner Organization).